# Int 10h
INT 10h es la forma abreviada de la interrupción 0x10. Esta interrupción controla los servicios de pantalla del PC.

## Características
Esta interrupción se utiliza básicamente para mostrar texto en la pantalla (sin llamar a la INT 21h de MS-DOS o INT 80h de linux), para cambiar a modo gráfico, para establecer la paleta de colores, etc.

## Lista de funciones soportadas
| Función                                                      | Código de función  | Parámetros | Retorno                                                                                        |
| ------------------------------------------------------------ | ------------------ | --- | ---------------------------------------------------------------------------------------------- |
| Activa Modo de video                                         | AH=00h             | AL = Modo de video | AL = Bandera del Modo de video / byte del modo del controlador de CRT                          |
| Asigna forma del cursor de modo de texto                     | AH=01h             | CH = Fila inicial de scan, CL = Fila final de scan Normalmente una celda de carácter tiene 8 líneas de scan, 0-7. Así, CX=0607h es el cursor normal de subrayado, CX=0007h es un cursor de bloque completo. Si el bit 7 de CH es activado, esto usualmente significa "Oculta el cursor"". Así CX=2607h es un cursor invisible. Algunas tarjetas de video tienen 16 líneas de scan, 00h-0Fh. Algunas tarjetas de video no usan el bit 5 de CH. Con estas, haga Inicio > Fin (ej. CX=0706h) |                                                                                                |
| Asigna posición del cursor                                   | AH = 02h           | BH = Página, DH = Fila, DL = Columna |                                                                                                |
| Lee la posición del cursor y su tamaño                       | AH = 03h           | BH = Página | AX = 0, CH = Inicio de la línea de scan, CL = Fin de la línea de scan, DH = Fila, DL = Columna |
| Lee la posición del light pen (No funciona en sistemas VGA)  | AH = 04h           | AH = Status (0=no disparado, 1=disparado), BX = Pixel X, CH = Pixel Y, CX = número de línea del pixel para los modos 0Fh-10h, DH = Carácter Y, DL = Carácter X |                                                                                                |
| Selecciona Página activa de la pantalla                      | AH = 05h           | AL = Número de Página |                                                                                                |
| Scroll up window                                             | AH = 06h           | AL = Líneas de scroll (0 = Borra), BH = Atributo de las líneas en blanco |                                                                                                |
| Scroll down window                                           | AH = 07h           | AL = Líneas de scroll (0 = Borra), BH = Atributo de las líneas en blanco |                                                                                                |
| Lee carácter y atributo en la posición del cursor            | AH = 08h           | BH = Número de Página | AH = Color, AL = Carácter                                                                      |
| Escribe carácter y atributo en la posición del cursor        | AH = 09h           | AL = Carácter, BH = Número de Página, BL = Color, CX = Número de veces para escribir el carácter |                                                                                                |
| Escribe carácter solo en la posición del cursor              | AH = 0Ah           | AL = Carácter, BH = Número de Página, CX = Número de veces para escribir el carácter |                                                                                                |
| Asigna color de fondo/borde                                  | AH = 0Bh, BH = 00h | BL = Color del fondo/borde (el borde solo en modos de texto) |                                                                                                |
| Asigna paleta                                                | AH = 0Bh, BH = 01h | BL = ID de Paleta (solo fue válido en el CGA, pero las nuevas tarjetas lo soportan en muchos o todos los modos gráficos) |                                                                                                |
| Escribe pixel gráfico                                        | AH = 0Ch           | AL = Color, BH = Página, CX = X, DX = Y |                                                                                                |
| Lee pixel gráfico                                            | AH = 0Dh           | BH = Página, CX = X, DX = Y | AL = Color                                                                                     |
| Salida de teletipo                                           | AH = 0Eh           | AL = Carácter, BL = Color (solo en modo gráfico) |                                                                                                |
| Lee modo de video actual                                     | AH = 0Fh           | | AL = Modo de video                                                                             |
| Escribe string (EGA+, lo que significa como mínimo un PC AT) | AH = 13h           | AL = Modo de escritura, BH = Página, BL = Color, CX = Longitud del string, DH = Fila, DL = Columna, ES:BP = Posición del string |                                                                                                |

## Tabla de modos de vídeo
| Modo      | Resolución | Colores | Tipo                             |
| AL = 00h  | 40x25      | 16      | Texto                            |
| AL = 01h  | 40x25      | 16      | Texto                            |
| AL = 02h  | 80x25      | 16      | Texto                            |
| AL = 03h  | 80x25      | 16      | Texto                            |
| AL = 04h  | 320x200    | 4       | Gráfico                          |
| AL = 05h  | 320x200    | 4       | Gráfico                          |
| AL = 06h  | 640x200    | 2       | Gráfico                          |
| AL = 07h  | 80x25      | 2       | Texto                            |
| AL = 0Dh  | 320x200    | 16      | Gráfico                          |
| AL = 0Eh  | 640x200    | 16      | Gráfico                          |
| AL = 0Fh  | 640x350    | 2       | Gráfico                          |
| AL = 10h  | 640x350    | 4       | Gráfico EGA 64 KB                |
| AL = 10h  | 640x350    | 16      | Gráfico EGA menor de 64 KB y VGA |
| AL = 11h  | 640x480    | 2       | Gráfico                          |
| AL = 12h  | 640x480    | 16      | Gráfico                          |
| AL = 13h  | 320x200    | 256     | Gráfico                          |
| BX = 100h | 640x400    | 256     | Gráfico (SVGA)                   |
| BX = 101h | 640x480    | 256     | Gráfico (SVGA)                   |
| BX = 102h | 800x600    | 16      | Gráfico (SVGA)                   |
| BX = 103h | 800x600    | 256     | Gráfico (SVGA)                   |
| BX = 104h | 1024x768   | 16      | Gráfico (SVGA)                   |
| BX = 105h | 1024x768   | 256     | Gráfico (SVGA)                   |
| BX = 106h | 1028x1024  | 16      | Gráfico (SVGA)                   |
| BX = 107h | 1028x1024  | 256     | Gráfico (SVGA)                   |
| BX = 113h | 800x600    | 32K     | Gráfico (SVGA)                   |
| BX = 114h | 800x600    | 64K     | Gráfico (SVGA)                   |
| BX = 115h | 800x600    | 16M     | Gráfico (SVGA)                   |

## Lista de servicios de la INT 10h
| AH = 00h        | Vídeo | Establecer modo de vídeo                              |
| AH = 01h        | Vídeo | Establecer el tamaño del cursor                       |
| AH = 02h        | Vídeo | Posicionar el cursor                                  |
| AH = 03h        | Vídeo | Obtener posición y tamaño del cursor                  |
| AH = 04h        | Vídeo | Obtener posición del lápiz óptico (excepto VGA)       |
| AH = 06h        | Vídeo | Subir línea                                           |
| AH = 07h        | Vídeo | Bajar línea                                           |
| AH = 0Bh BH=00h | Vídeo | Establecer color de fondo o borde                     |
| AH = 0Bh BH=01h | Vídeo | Establecer paleta gráfica                             |
| AH = 0Ch        | Vídeo | Escribir pixel gráfico                                |
| AH = 0Dh        | Vídeo | Leer pixel gráfico                                    |
| AH = 0Eh        | Vídeo | Función TeleType (escribir caracteres en la pantalla) |
| AH = 0Fh        | Vídeo | Obtener el modo de vídeo                              |
| AX = 1100h      | Vídeo | Cambiar fuente de vídeo (Modo Texto)                  |
| AX = 4F02h      | SVGA  | Establecer modo de vídeo SVGA                         |
| AX = 4F03h      | SVGA  | Obtener modo de vídeo SVGA                            |

## INT 10h AX=1100h - Cambiar fuente de vídeo (Modo Texto)
Parámetros:
| AX=1100h | Cambiar fuente de vídeo (Modo Texto)                                   |
| ES:BP    | Dirección de la tabla de caracteres nuevos                             |
| CX = ??  | Número de caracteres a cambiar                                         |
| DX = ??  | Número del carácter ASCII desde donde se empieza a cambiar las fuentes |
| BH = ??  | Bloque a leer en el mapa 2                                             |
| BL = ??  | Número de bytes por carácter                                           |

Retorna:
Nada
Ejemplo:
```
ORG
 
100
h
 

;Este ejemplo carga una letra A personalizada

;Para probarlo ejecutar el programa en MS-DOS 

push
 
ds
 	 
;Asegurar que DS=ES

pop
 
es
				 

mov
 
ax
,
1100
h
	
;Funcion de cargar caracteres

mov
 
bp
,
caract
	
;Tabla de caracteres

mov
 
cx
,
1
 	 
;Cargar 1 carácter

mov
 
dx
,
61
	 
;Cambiar el carácter 61

mov
 
bh
,
14
	 
;14 bytes por carácter

xor
 
bl
,
bl
	 
;Bloque 0

int
 
10
h
 	 
;Llamamos a la INT 10h

mov
 
ah
,
0
Eh
 
;Funcion teletype

mov
 
al
,
61
 
;Mostrar el carácter cambiado

int
 
10
h
 	 
;Llamamos a la INT 10h

int
 
20
h
 
;Volvemos a MS-DOS 

caract:
 
;Tabla de caracteres 

        
db
	
11111111
b
 
;Dibujo en binaro de nuestra "A" personalizada

	
db
	
11111111
b

	
db
	
11000011
b

	
db
	
11000011
b

	
db
	
11000011
b

	
db
	
11111111
b

	
db
	
11111111
b

	
db
	
11000011
b

	
db
	
11000011
b

	
db
	
11000011
b

	
db
	
11000011
b

	
db
	
11000011
b

	
db
	
11000011
b

	
db
	
11000011
b

```

## INT 10h AH=0Eh - Función TeleType
Parámetros:
| AH = 0Eh | Función TeleType                      |
| AL = ??  | Carácter a escribir                   |
| BH = ??  | Número de página                      |
| BL = ??  | Color de fondo (solo en modo gráfico) |

Retorna:
Nada
Ejemplo:
```
inicio:

    
XOR
 
AX
,
AX
              
; AX=0

    
MOV
 
AL
,
03
h
             
; Modo de texto 80x25x16

    
INT
 
10
h
                
; Llamamos a la INT 10h

    
LEA
 
SI
,
holamundo
       
; Cargamos en SI la dirección de memoria efectiva de la constante

    
CALL
 
escribir_cadena
   
; Llamamos a la función de escribir la variable en pantalla

    
INT
 
16
h
                
; Pedimos una tecla (AH=0)

    
HLT
                    
; Paramos la ejecución

escribir_cadena:
 

    
PUSH
 
AX
                
; Guardamos los registros AX y SI en la pila

    
PUSH
 
SI
                
;

siguiente_caracter:
 

    
MOV
 
AL
,[
SI
]
            
; Movemos la siguiente o primera letra de la variable de SI a AL 

    
CMP
 
AL
,
0
               
; ¿Hemos terminado de escribir en pantalla?

    
JZ
 
terminado
           
; Saltamos si es 0, entonces hemos terminado de escribir

    
INC
 
SI
                 
; Incrementamos el valor de SI (Siguiente carácter)

    
MOV
 
AH
,
0
Eh
             
; Función TeleType

    
INT
 
10
h
                
; Llamamos a la interrupción 10h

    
JMP
 
siguiente_caracter
 
; Hacemos un bucle para escribir el siguiente carácter

terminado:

    
POP
 
SI
                 
; Liberamos los registros SI y AX de la pila

    
POP
 
AX
                 
;

    
RET
                    
; Salimos de la función

holamundo
 
db
 
"¡
Hola
 
Mundo
!
"
,
0
Dh
,
0
Ah
,
0
 
; Variable con la cadena de texto

                                      
; 0Dh y 0Ah se usan para un salto de linea

                                      
; y 0 para indicar que es el final de la linea

```